# Tvåkammarsystem
|  | Länder med tvåkammarsystem |

|  | Länder med enkammarsystem |

|  | Områden utan lagstiftande församlingar |

|  | Länder med enkammarsystem kompletterat med rådgivande råd |

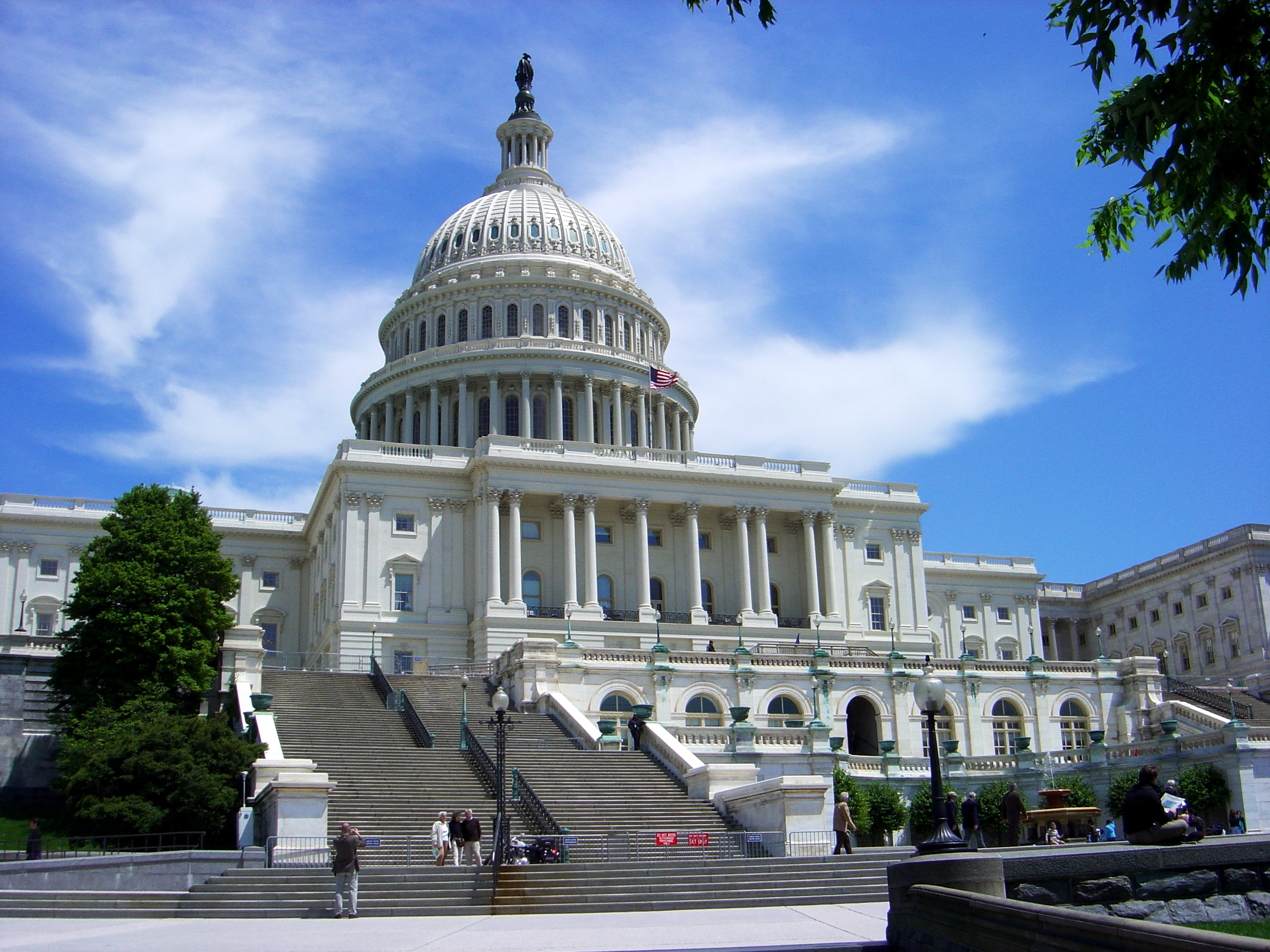
USA:s kongress är ett parlament med två kammare: senaten och representanthuset.

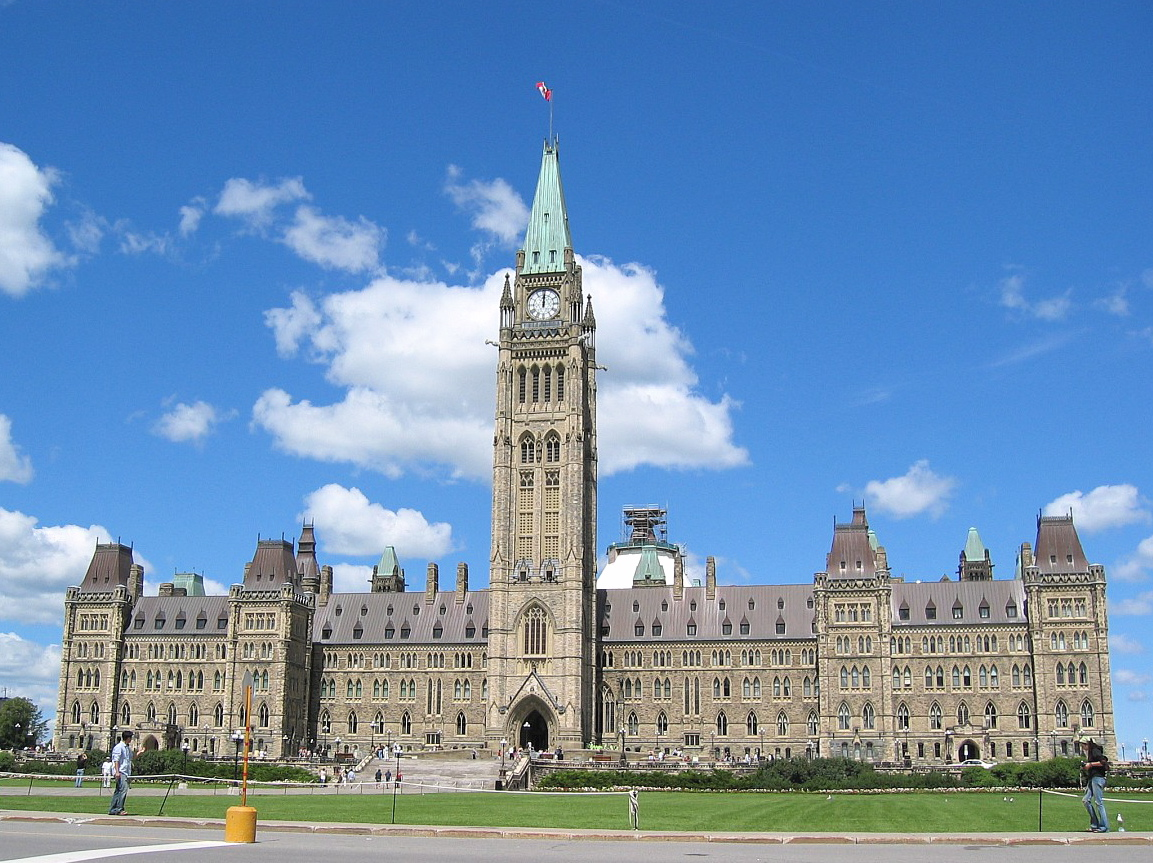
Kanadas parlament är exempel på ett tvåkammarparlament av Westminstermodell.

Tvåkammarsystem eller bikameralism är ett system med ett parlament som består av två var för sig beslutande församlingar (så kallade kammare). Ledamöterna sammanträder var för sig i ett överhus och ett underhus. Skillnaderna mellan de två kamrarna kan vara skiftande rösträtts- och valbarhetsregler, ofta olika valperioder, samt att maktbefogenheterna kan vara olika fördelade mellan dem.
Ungefär hälften av världens parlament har tvåkammarsystem i dag, framförallt länder som har parlament av Westminstermodellen eller är förbundsstater. Under lång tid var alla parlament i Norden tvåkammarsystem, förutom det finska. Sålunda hade Danmark tvåkammarsystem fram till 1953, Sverige fram till 1974, Island fram till 1991 och Norge fram till 2009. Finlands riksdag har dock haft enkammarsystem ända sedan den skapades 1906.

## Exempel på tvåkammarsystem i dag
- Brasiliens nationalkongress: förbundssenaten och deputeradekammaren
- Brittiska parlamentet: överhuset och underhuset
- Indiens sansad: Rajya Sabha och Lok Sabha
- Italienska parlamentet: senaten och deputeradekammaren
- Kanadas parlament: senaten och underhuset
- USA:s kongress: senaten och representanthuset
- Österrikes parlament: förbundsrådet och nationalrådet

## Historiska tvåkammarsystem
- Sveriges tvåkammarriksdag: första kammaren och andra kammaren (1866-1974)
- Danmarks Rigsdag: landstinget och folketinget (1848-1953)
- Norges Stortinget: lagtinget och odelstinget (1814-2009)
- Islands Alltinget: övre och nedre delen (1874-1991)
- Första franska republikens Direktoriet: femhundrarådet och de gamles råd (1795-1799)
- Första franska republikens Konsulatet: tribunatet och lagstiftande kåren (1799-1804)

## De facto tvåkammarsystem
Exempel på lagstiftande församlingar som i praktiken fungerar som tvåkammarsystem, men som formellt sett inte är det:
- Tysklands förbundsdag (Tysklands förbundsråd uppfattas ibland som överhus av en lagstiftande församling)
- Europaparlamentet (Rådet uppfattas ibland som överhus av en lagstiftande församling)